# جيمس هاسكينز
جيمس هاسكينز (بالإنجليزية: James Haskins)‏ هو كاتب وكاتب للأطفال أمريكي، ولد في 19 سبتمبر 1941 في ديموبوليس في الولايات المتحدة، وتوفي في 6 يوليو 2005 بسبب نفاخ رئوي.